# Gypona plana
Gypona plana är en insektsart som beskrevs av Walker 1858. Gypona plana ingår i släktet Gypona och familjen dvärgstritar. Inga underarter finns listade i Catalogue of Life.